# Arnaldo
Arnaldo Patusca Silveira (ur. 6 sierpnia 1894, zm. 24 czerwca 1980) – brazylijski piłkarz znany jako Arnaldo, napastnik.
Arnaldo grę w piłkę rozpoczął w 1906 roku klubie SC Americano. W 1910 przeszedł do klubu São Paulo Athletic, skąd w następnym roku znalazł się w drużynie Santos FC. W 1914, gdy grał w klubie Paulistano São Paulo, zdobył z reprezentacją Brazylii Copa Roca. W 1915 wrócił do Santosu.
Jako gracz klubu Santos wziął udział w turnieju Copa América 1916, czyli pierwszych w dziejach futbolu mistrzostwach kontynentalnych. Brazylia zajęła trzecie miejsce, a Arnaldo zagrał we wszystkich trzech meczach - z Chile (debiut Arnaldo w reprezentacji), Argentyną i Urugwajem.
Wciąż jako gracz Santosu wziął udział w turnieju Copa América 1917 - drugich mistrzostwach Ameryki Południowej, gdzie Brazylia ponownie była trzecia. Arnaldo wystąpił we wszystkich trzech meczach - z Argentyną, Urugwajem i Chile.
Arnaldo wziął także udział w turnieju Copa América 1919, gdzie Brazylia zdobyła mistrzostwo Ameryki Południowej. Zagrał we wszystkich czterech meczach - z Chile, Argentyną i dwóch decydujących o mistrzostwie bojach z Urugwajem.
W reprezentacji Brazylii Arnaldo rozegrał łącznie 13 meczów.